# 戸田町 (名古屋市)
戸田町（とだちょう）は愛知県名古屋市昭和区にある町名。現行行政地名は戸田町1丁目から戸田町5丁目。住居表示未実施。

## 地理
名古屋市昭和区の中南部に位置し、東に檀渓通、西に塩付通、南に藤成通、北に長池町に接する。また、町内は主に住宅地が占めている。

## 歴史

### 町名の由来
動詞「とだゆ」に関係し「切れた地形」に由来するという説があるほか、「土田（つちだ）」を「とだ」と読み替えたとする説もある。

## 世帯数と人口
2019年（平成31年）1月1日現在の世帯数と人口は以下の通りである。
| 町丁   | 世帯数  | 人口  |
| ------ | ------- | ----- |
| 戸田町 | 274世帯 | 604人 |

## 学区
市立小・中学校に通う場合、学校等は以下の通りとなる。また、公立高等学校に通う場合の学区は以下の通りとなる。
| 番・番地等 | 小学校               | 中学校               | 高等学校 |
| ---------- | -------------------- | -------------------- | -------- |
| 全域       | 名古屋市立松栄小学校 | 名古屋市立桜山中学校 | 尾張学区 |

## その他

### 日本郵便
- 郵便番号 : 466-0846[2]（集配局：昭和郵便局[8]）。